# Хесен-Касел
Ландграфство Хесен-Касел (на немски: Landgrafschaft Hessen-Kassel; Hessen-Cassel) е немско имперско княжество, съществувало от 1567 до 1806 година. Столица е Касел.
Ландграфството Хесен-Касел е образувано през 1567 година с подялбата на Ландграфство Хесен след смъртта на Филип I на Хесен-Дармщат и Хесен-Касел. Управлява се от по-старата линия на Дом Хесен. Владетелите на Хесен-Касел приемат калвинизма.
Ландграфът е издигнат през 1803 г. до маркграф и държавата става Курфюрство Хесен или Курхесен (Kurfürstentum Hessen, Kurhessen) до 1806 г.

## Регенти
- 1568 – 1592 Вилхелм IV Мъдрия
- 1592 – 1627 Мориц Учения
- 1627 – 1637 Вилхелм V Постоянния
- 1637 – 1663 Вилхелм VI
- 1663 – 1670 Вилхелм VII
- 1670 – 1730 Карл
- 1730 – 1751 Фридрих I
- 1751 – 1760 Вилхелм VIII
- 1760 – 1785 Фридрих II
- 1785 – 1821 Вилхелм IX/I